# Whitehorse (australische Band)
Whitehorse ist eine australische Doom-Metal- und Sludge-Band aus Melbourne, die 2004 gegründet wurde.

## Geschichte
Die Band wurde im Jahr 2004 gegründet und bestand anfangs aus dem Sänger Peter Hyde, den Gitarristen Brent Stegeman und Dase Beard, Mark Groves (Elektronik) und dem Schlagzeuger Emile Askey. Die ersten Veröffentlichungen erschienen 2005 in Form von Live-Alben, wobei eines hiervon während einer Tournee durch Japan aufgenommen worden war. Im selben Jahr verließen Beard und Stegeman die Gruppe. Als Ersatz stießen die Gitarristen Yeap Heng Shen und Bob Nekrasov hinzu. In den folgenden Jahren änderte sich die Besetzung mehrfach. Währenddessen wurden Tourneen durch Europa (21 Auftritte in 13 Ländern) und die USA (20 Auftritte in 15 Staaten) sowie Auftritte zusammen mit Om, Zeni Geva, Wolves in the Throne Room, Monarch! und Nasum abgehalten. Auch war sie auf dem Metal for the Brain zu sehen.  2007 und 2011 erschienen mit Whitehorse und Progression die ersten beiden Studioalben. 2014 kehrte Stegeman zur Gruppe zurück. Im selben Jahr wurde unter dem Namen Raised into Darkness das dritte Studioalbum veröffentlicht. In ihrer Karriere hat die Band bisher auch eine Neuseeland-Tournee durchgeführt, und sie war auf Festivals wie dem Roadburn Festival, dem Heavy Days in Doomtown und dem Maryland Deathfest zu sehen. Auch ist sie mit Meth Drinker auf Tour durch Australien gegangen und ist mit Neurosis, Full of Hell und Deafheaven in Melbourne aufgetreten.

## Stil
Laut Brian Giffin in seiner Encyclopedia of Australian Heavy Metal spielt die Band eine Mischung aus Sludge und Doom Metal. Mark-Oliver Schröder vom Ox-Fanzine beschrieb in seiner Rezension zu Raised into Darkness das Album ebenfalls als Mix aus Sludge und Doom Metal, wobei die Geschwindigkeit der Songs eher verhalten sei. Die Riffs seien „tonnenschwer“ und die Gruppe suche ihre Erfüllung „nicht in instrumentaler Virtuosität, sondern in transzendenten Noise-Attacken und zeitlichem Zerdehnen“. Der Gesang erstrecke „von tiefen Growls bis zu aggressiv-anklagendem Gekeife“. Alex Hannan von collective-zine.co.uk rezensierte das Album ebenfalls und bezeichnete die Musik als Doom Metal, mit langsamen und schweren Riffs und Gesang der mal „verfallen“ und mal rau klinge.

## Diskografie
- 2005: Caverns (Live-Album, Eigenveröffentlichung)
- 2005: West of the Sun / Ocean Turns to Black (Live-Album, Sweat Lung Records)
- 2005: Live at Sinkagura, Osaka 29.06.2005 (Live-Album, Eigenveröffentlichung)
- 2006: Fire to Light the Way / Everything Ablaze (EP, Conspiracy Records)
- 2007: Whitehorse (Album, 20 Buck Spin)
- 2010: Document 250407 (Single, Sabbatical Records)
- 2011: Progression (Album, Sweat Lung Records)
- 2011: The Body / Whitehorse (Split mit The Body, Aum War Records)
- 2012: Whitehorse / Cross (Split mit Cross, Blind Date Records)
- 2012: Batillus / Whitehorse (Split mit Batillus, Vendetta Records)
- 2012: Whitehorse / Hot Graves (Split mit Hot Graves, Vendetta Records)
- 2012: Live Ritual : July 25th 2011 (Live-Album, Eigenveröffentlichung)
- 2013: Negative Standards / Whitehorse (Split mit Negative Standards, Vendetta Records)
- 2014: Raised into Darkness (Album, Vendetta Records)
- 2014: 2007 - 2012 (Kompilation, Musicfearsatan Records)
- 2017: Whitehorse / Upyr (Split mit Upyr, Vendetta Records)